# Scissor Sisters
Gli Scissor Sisters sono un gruppo musicale pop rock/dance statunitense, formatosi a New York nel 2000.

## Storia
Il gruppo, chiamato inizialmente Dead Lesbian e poi Fibrillating Scissor Sisters, si forma nel 2000 per iniziativa di Jake Shears e Babydaddy (Scott Hoffman). I due si spostano a New York e iniziano a produrre musica insieme, con il primo autore dei testi ed il secondo delle musiche. Pubblicano così qualche singolo e iniziano ad esibirsi nel locali della città. Durante un viaggio a Disneyland incontrano Ana Matronic (Ana Lynch), artista di cabaret e cantante. Il gruppo diventa quindi un trio e poi un quartetto con l'ingresso di Paddy Boom (Patrick Seacor).
Nel 2002 il gruppo pubblica il singolo Electrobix ed una versione di Comfortably Numb dei Pink Floyd, che diventano entrambe molto apprezzate nel circuito dance anche nel Regno Unito.
Il gruppo si guadagna l'attenzione della Polydor, che decide di fargli firmare un contratto. Il primo singolo per questa etichetta è Laura (2003), che raggiunge la posizione numero 54 nella Official Singles Chart. Il singolo è seguito da Comfortably Numb (ripubblicato nel 2004), Take Your Mama e Filthy/Gorgeous. Tutti questi brani vengono inseriti nell'album di debutto del gruppo, ossia Scissor Sisters, che raggiunge la prima posizione della Official Albums Chart e diventa uno degli album più venduti del 2004.
Circa sei mesi dopo la sua pubblicazione del Regno Unito, il disco viene distribuito anche negli Stati Uniti.

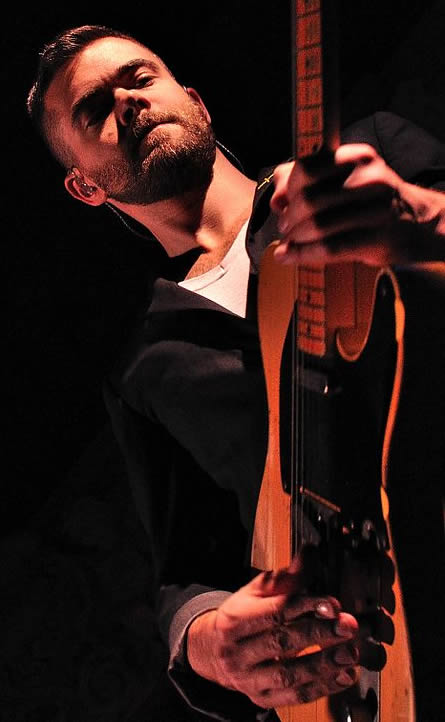
Del Marquis nel 2010

Alcuni nuovi brani del secondo album Ta-Dah vengono già proposti dal vivo a partire dal maggio 2005. Il disco viene pubblicato nel settembre 2006 anticipato dal singolo I Don't Feel Like Dancin', a cui collabora Elton John (coautore e pianista). La canzone, con cui il gruppo è ospite anche al Festival di Sanremo 2007, diventa un successo mondiale e consacra il gruppo nel panorama dance rock.
Elton John partecipa ad altri brani inseriti nel disco. 
Nel 2006 il gruppo si esibisce dal vivo in numerose date e partecipa a diversi festival musicali come Siren Music Festival, Coachella Valley Music and Arts Festival, Bestival, nonché in trasmissioni radiofoniche e televisive.
Altri singoli estratti da Ta-Dah sono Lands of a Thousand Words, She's My Man (febbraio 2007) e Kiss You Off (maggio 2007) .
Dopo il tour mondiale del 2007, il gruppo si concede un periodo di pausa prima di lavorare sul terzo disco. Ritorna nell'ottobre 2008 a New York assumendo il nome Queef Latina and Debbie's Hairy, in un concerto in cui vengono presentati nuovi brani (tra cui Uroboros e Do the Strand).
Sul sito ufficiale il gruppo comunica che alcuni di questi brani potrebbero essere inseriti in un nuovo lavoro discografico. Intanto entra nel gruppo Randy "Real" Schrager, che sostituisce Paddy Boom.
Nel 2008 e nel 2009 il gruppo registra il proprio terzo disco, che viene pubblicato nel giugno 2009 e che si intitolato Night Work. L'album è prodotto insieme a Stuart Price. Il primo singolo estratto è Fire with Fire. Successivamente il gruppo apre alcuni concerti di Lady Gaga.

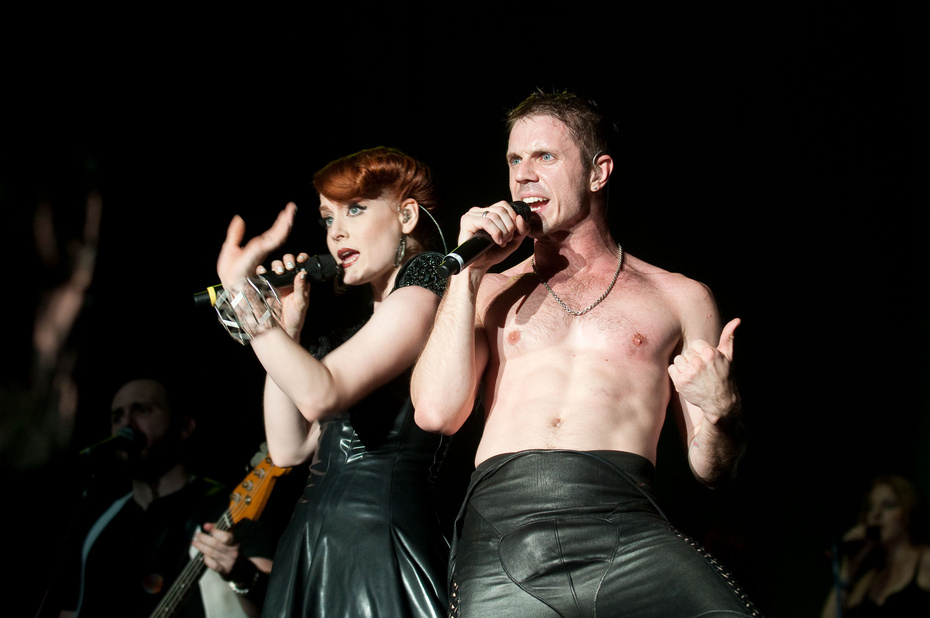
Ana Matronic e Jake Shears in concerto nel 2010

Nel 2011 i membri del gruppo collaborano con Jeff Whitty e Jason Moore alla realizzazione di un musical riguardante la vita a San Francisco negli anni settanta.
Nell'ottobre 2011 Shears annuncia la pubblicazione del quarto album del gruppo. La nuova canzone Shady Love viene lanciata nel gennaio 2012 ed è realizzata insieme a Azealia Banks.
Nel marzo 2012 il gruppo annuncia il titolo dell'album, ossia Magic Hour, che viene poi pubblicato nel mese di maggio. Il successivo singolo estratto è Only the Horses.
L'album raggiunge la posizione numero 4 della Official Albums Chart e la numero 35 della Billboard 200. L'ultimo brano estratto dell'album e ultimo pubblicato dal gruppo è Let's Have a Kiki.
Nell'ottobre 2012 il gruppo annuncia una pausa per un tempo indeterminato.
Nell'ottobre 2024 il gruppo annuncia per l'anno successivo un tour per il ventennale del loro primo album che si terrà nel Regno Unito nel 2025.

## Caratteristiche
Le loro influenze vanno dalla musica dance al pop rock e della scena dei club gay di New York. Il nome del gruppo deriva dalla posizione sessuale fra due donne detta tribadismo, mentre il loro nome originale completo è Dead Lesbian and the Fibrillating Scissor Sisters.
Nella loro carriera hanno anche svolto la funzione di "remixers" di un brano: nel 2004 remixarono la canzone Flamboyant dei Pet Shop Boys.
Hanno scritto con Kylie Minogue la hit della stessa cantante I Believe in You. Tra il gruppo e la cantante c'è una profonda amicizia e una collaborazione lavorativa costante, avendo cantato insieme anche a lei in un altro successo, ossia All the Lovers.
Hanno lavorato con la celebre cantante anche durante il periodo di lavorazione del documentario sulla carriera della Showgirl australiana nel 2007, scrivendo per lei la canzone White Diamond, la quale porta lo stesso nome del documentario stesso. Nel 2010 la Minogue ha partecipato come featuring artist nella realizzazione della canzone Skin this Cat, inclusa nell'album del gruppo Night Work.

## Formazione
- Jake Shears (vero nome Jason Sellards) – voce principale
- Babydaddy (vero nome Scott Hoffman) – seconda voce, basso elettrico, tastiera, chitarra
- Ana Matronic (vero nome Ana Lynch) – voce, tamburello, percussioni, MC
- Del Marquis (vero nome Derek Gruen) – chitarra principale, basso elettrico
- Randy Real (vero nome Randy Schrager) – batteria, batteria elettronica, percussioni
- In tutti i concerti si aggiunge al quintetto anche John "JJ" Garden, figlio di Graeme Garden dei The Goodies, alla tastiera/chitarra.

### Ex componenti
- Paddy Boom (vero nome Patrick Seacor) – batteria, percussioni (2003-2007)
- Mike Groves – percussioni

## Discografia

### Album
- 2004 – Scissor Sisters (Universal/Polydor)
- 2006 – Ta-Dah (Universal/Polydor)
- 2010 – Night Work (Universal/Polydor)
- 2012 – Magic Hour (Universal/Polydor)

### Singoli
- 2002 – Electrobix
- 2003 – Laura
- 2004 – Comfortably Numb
- 2004 – Take Your Mama
- 2004 – Laura (riedizione)
- 2004 – Mary
- 2005 – Filthy/Gorgeous
- 2006 – I Don't Feel Like Dancin'
- 2006 – Land of a Thousand Words
- 2007 – She's My Man
- 2007 – Kiss You Off
- 2010 – Fire with Fire
- 2010 – Any Which Way
- 2010 – Invisible Light
- 2012 – Only the Horses
- 2012 – Baby Come Home
- 2012 – Let's Have a Kiki

## Videografia
- We Are Scissor Sisters... And So Are You - 2004